# ماريو تريبي
ماريو تريبي (بالإيطالية: Mario Trebbi)‏ مواليد 9 سبتمبر 1939 في سستو سان جوفاني، إيطاليا، هو لاعب كرة قدم إيطالي سابق كان يلعب كمدافع.

## المسيرة الاحترافية

### أندية لعب لها
- إيه سي ميلان
- نادي تورينو
- نادي مونزا

## روابط خارجية
- ماريو تريبي على موقع الاتحاد الأوربي (الإنجليزية)
- ماريو تريبي على موقع قاعدة بيانات كرة القدم.إي يو (الإنجليزية)
- ماريو تريبي على موقع ناشيونال فوتبول تيمز (الإنجليزية)
- ماريو تريبي على موقع عالم كرة القدم.نت (الإنجليزية)
- ماريو تريبي على موقع أوليمبيديا (الإنجليزية)